# Gargždai

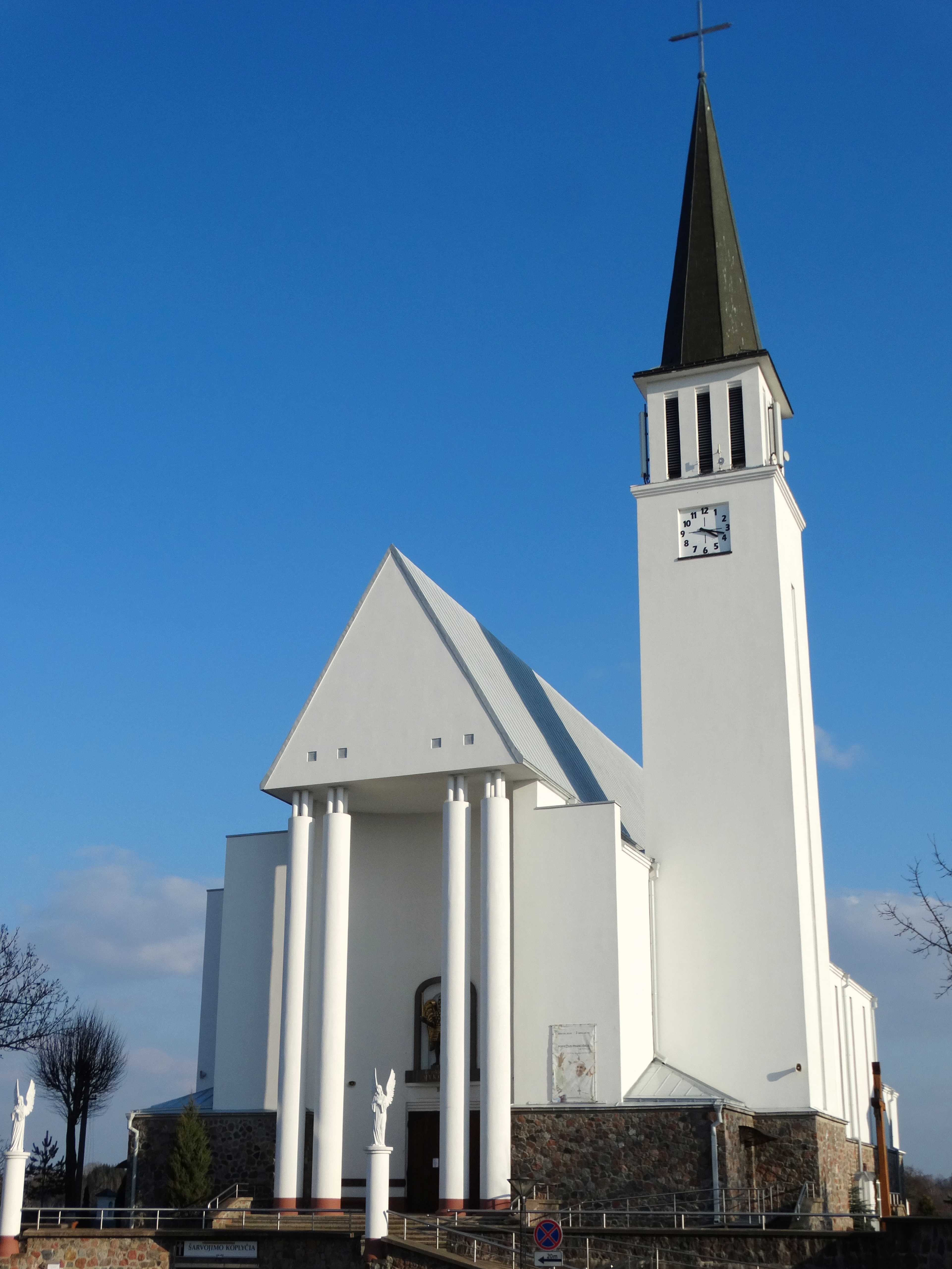
Kostel Sv. archanděla Michala

Gargždai (česky zastarale Gorždy) je město v západní části Litvy, v Žemaitsku, v Klaipėdském kraji, na západním (pravém) břehu Minije, 17 km na východ od Klaipėdy. Gargždai jsou hlavním městem okresu Klaipėda (je to jediný případ mezi 60 okresy v Litvě, kdy název okresu (lit. savivaldybė) není shodný s jeho hlavním městem). Severní okraj Gargždů je podél dálnice A1 – Vilnius–Kaunas–Klaipėda. PSČ Gargždajské pošty je LT-96001. Na východním okraji města je hezký městský park, jeho část je ve velkém svahu minijského kaňonu, vzdáleného od řeky mnoho desítek metrů, v horní části parku je také hřbitov rudoarmějců (pohraničníků), padlých za úporných bojů na počátku II. svět. války. Radnice, městská nemocnice a poliklinika, katolický kostel Sv. archanděla Mykola (roku 1990 postavený na místě několikrát shořelého (naposledy úplně shořel 22. června 1941)) a okresní soud jsou také na východním okraji města, nedaleko parku, blízko mostu přes řeku Minija (silnice č. 228 do Vėžaičiů).

## Podniky
- AB „Geonafta“ (a.s.) – těžba ropy
- AB „Gargždų statyba“ (a.s.) – stavební podnik
- UAB „Gargždų mida“ (s. s r. o.) – jediný podnik v Pobaltských státech, vyrábějící střešní krytiny z polymerních živic. Název „mida“ je akronym z „minkštos dangos“ – měkké (plastické) krytiny[2].
- UAB „Masterfoods“ (s. s r. o.), nyní „Mars Lietuva“ – krmivo pro malá domácí zvířata[3].
- UAB „Hidrostatyba“ (s. s r. o.)[4].
- a další...
- Na jihovýchodě města je pískovna a další vodní plochy. Také zahrádkářské kolonie.

## Sport
- FK Banga Gargždai fotbalový klub;
- SK Taškas basketbalový klub;

## Doprava, komunikace
V centru města je poměrně velké autobusové nádraží, odtud jezdí pravidelné meziměstské linky. Na všech jsou Gargždai jako mezistanice. 

Linky:
- Klaipėda – Mažeikiai přes Rietavas, Telšiai
- Vėžaičiai – Klaipėda přes Gargždai
- Palanga – Kelmė přes Kretinga

Příměstská linka mikroautobus/taxi Gargždai-Klaipėda (cena: 4,50 Lt.).
Hlavní silniční směry:
- směrem severním silnice č. 216 Gargždai – Kretinga.
- směrem západo-východním město protíná silnice č. 228 Dauparai – Vėžaičiai
- na tuto silnici se napojuje u vsi Laugalai silnice č. 227, mířící zprvu na jih a v obci Dovilai se prudce stáčí na západ přes Jakai na kruhový objezd dálnice A1.

## Blízké obce
Na sever:
- Šakiniai, Sėlenėliai, Eglynai, Smilgynai, Gribųniai, Antkalnis, Kvietiniai, Žvelsėnai Lapiai, Rudaičiai

Na východ:
- Gerduvėnai, Kavaliauskai, Vėžaičiai, Kalniškė, Macuičiai, Ežaičiai, Lyveriai,

Na jih:
- Grikšai, Baičiai, Šnaukštai, Kuliai, Dovilai, Galčiai

Na západ:
- Birbinčiai, Grambaviškiai, Lėbartai (je ještě jedna obec stejného názvu nedaleko, 4 km na JZ od Dovilů, podle které dostal název i jeden z největších Klaipėdských hřbitovů), Laugaliai, Šlapšilė, Dauparai, Gobergiškė

## Minulost města

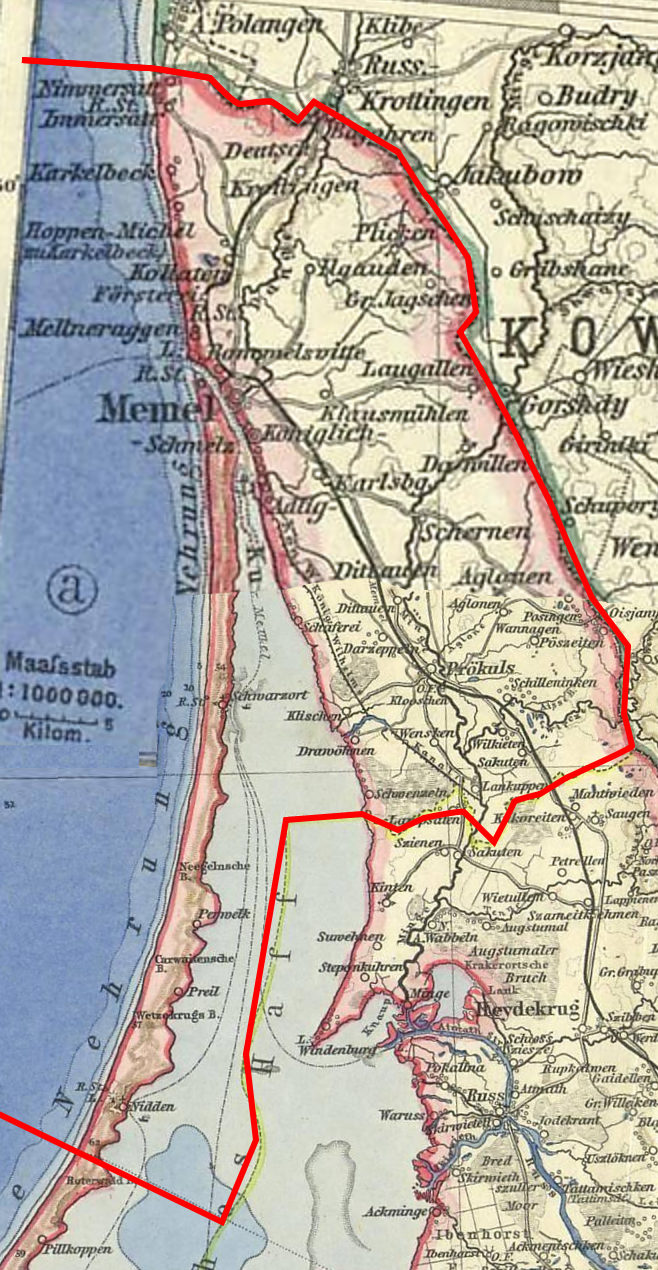
Německo-litevská hranice procházela v těsné blízkosti západního okraje Gargždů

V análech jsou Gargždai poprvé zmiňovány v roce 1253 jako Garisda – hradiště Gargždų piliakalnis, jinak také Kalniškės piliakalnis, Gargždės pilalė, Anielinas. Zde stál roku 1253 zmiňovaný hrad Kuršů Gargždai, ale lidé zde sídlili již od doby bronzové. V 15. století se obec přestěhovala na opačný – pravý břeh Minije. Gargždajský dvůr zmiňovaný v 16. století náležel žemaitským pánům Kęsgailům a obec až do 18. století patřila dvoru. V letech 1534 – 1540 zde byl postaven první dřevěný katolický kostel Sv. archanděla Mykola. Městem byly Gargždai poprvé nazvány roku 1597. 

8. ledna roku 1600 král Zikmund III. Vasa udělil kupecká a jarmareční privilegia. Gargždai se staly nejdůležitějším obchodním bodem Klaipėdy. V roce 1639 král Vladislav IV. Vasa v Gargždajích (stejně jako také v Palanze) dovolil zabydlet se Židům. To podpořilo růst města, což potvrzují i nalezené Gargždajské poklady. 

17. – 18. století pro války a mor – těžké období. Roku 1786 vyhořelo skoro celé město. (nedokončeno)

Celých sedm století, až do roku 1923 a později opět za II. světové války (v letech 1939 – 1945) byly Gargždai pohraničním městem: v těsné blízkosti západního okraje Gargždů procházela Prusko/Německo-litevská hranice.

V roce 1997 byl schválen gargždajský městský znak.

### Původ názvu města
Název je odvozován od slova „gargždas“ – štěrk. Podobného původu je i příbuzné slovo „girgždėti“ – skřípat (zvuk slyšený při chůzi po štěrku).

## Partnerské město
- Iława, Polsko